# Titia Gorter
Titia Gerardine Gorter (* 6. November 1879 in Winschoten; † zwischen dem 16. Februar 1945 und 6. März 1945 im KZ Ravensbrück) war eine niederländische Widerstandskämpferin im Zweiten Weltkrieg.

## Leben
Titia Gorter war die Tochter des Richters Wijtze Gorter (1844–1897) und der Notarstochter Hermina Woutera Viëtor (1857–1892). Sie wuchs gemeinsam mit ihrer jüngeren Schwester Johanna Theodora „Dora“ Frederica (1888–1945) und zwei jüngeren Brüdern auf. Von Winschoten, wo ihr Vater damals Richter war, folgte der Umzug nach Assen, wohin ihr Vater danach berufen wurde. Dort kam auch Schwester Dora 1888 zur Welt. 1892 Jahre später zog die Familie berufsbedingt nach ’s-Hertogenbosch. Im selben Jahr starb die Mutter. Ein Jahr später zog die Familie nach Dordrecht, wo Gorter Gerichtspräsident wurde. Nach seinem Tod im Jahr 1897 lebten die Kinder bei der Schwester ihrer Mutter in Haarlem.
Titia Gorter arbeitete kurze Zeit als Lehrerin und fand dann eine Anstellung bei der Lebensversicherungsgesellschaft „De Nederlanden van 1845“ in Den Haag, wo sie bis zu ihrer Pensionierung tätig war. Durch ihre Vermittlung fand auch Dora dort Arbeit. Von da an lebten die Schwestern zusammen in der Snelliusstraat 82 in Den Haag. Neben der Arbeit bei der Versicherung war Titia Gorter auch als literarische Übersetzerin tätig. In der Folge freundete sie sich mit vielen Schriftstellern an, darunter Menno ter Braak und der 1934 aus Deutschland emigrierte Jude Kurt Lehmann, der unter dem Pseudonym Konrad Merz auftrat. Mit ihm verband sie ab 1936 eine enge Freundschaft und er wohnte mehrfach in dem Ferienhaus, das die Schwestern in Lunteren besaßen.

### Tätigkeit im Widerstand
Bereits in den 1930er Jahren positionierten sich die Schwestern gegen den Nationalsozialismus und schlossen sich nach Ausbruch des Zweiten Weltkrieges und der Besetzung der Niederlande dem Widerstand an. Sie tippten und verteilten illegale Widerstandszeitungen, wie Berichte aus dem studentischen Widerstandsmagazin De Geus und die Haager Ausgabe von Het Parool: „De Vrijheid“. Außerdem organisierten sie Verstecke für Untergetauchte. Mitte Februar 1941 bot Titia Gorter der jüdischen Gemeinde an, Kinder bei sich aufzunehmen und ab März beherbergten sie bei sich mehrere Kinder und Jugendliche. Auch der befreundete Kurt Lehmann fand bei ihnen Unterschlupf. Die Schwestern nahmen auch vorübergehend untergetauchte Widerstandskämpfer auf, die an Contact Holland beteiligt waren. Der Widerstandskämpfer Gerard Dogger versteckte sich einige Zeit bei ihnen, und Koos Vorrink, Vorsitzender der Sociaal-Democratische Arbeiderspartij (Vorgängerpartei der Partij van de Arbeid), durfte ihr Hinterzimmer für Treffen nutzen.
Am 13. Februar 1942 durchsuchten die für den Sicherheitsdienst tätigen Niederländer Marten Slagter und der Polizist Leonardus „Leo“ Adrianus Poos (1901–1990), der während des Zweiten Weltkriegs eng mit den deutschen Besatzern in Den Haag zusammenarbeitete, das Haus von Titia und Dora Gorter. Sie entdeckten den deutschen Kriegsdienstverweigerer Helmut Salden und den Englandfahrer und Funker Johannes ter Laak, die 1941 von Contact Holland in den Niederlanden abgesetzt worden waren. Die beiden Männer, Titia Gorter und einige Tage später auch ihre Schwester wurden daraufhin verhaftet und am 17. Februar in das Gefängnis Oranjehotel in Scheveningen gebracht. Die folgenden Monate bis zum 1. Mai 1942 musste Titia Gorter in Einzelhaft verbringen ohne die Möglichkeit, sich mit etwas zu beschäftigen. Titia Gorter schrieb am 17. Juni 1942 heimlich einen Bericht über ihre Verhöre auf Toilettenpapier und ließ ihn zur Warnung an die anderen Widerstandskämpfer aus dem Gefängnis schmuggeln. Darin beschrieb sie, wie sie mit ihrer Schwester vereinbart hatte, alle Schuld auf sich zu nehmen. Außerdem fertigte sie Stickarbeiten mit Fäden an, die sie aus gewebtem Stoff herauslöste und in denen sie ihre Gefühle festhielt. Zusammen mit den Frauen in ihrer Zelle bestickte sie ein Taschentuch mit ihren Namen. Diese Stickereien gelangten zu Freunden außerhalb des Gefängnisses.
Nach fast einem Jahr Haft wurden Titia und Dora Gorter am 15. Januar 1943 in das Frauenlager des KZ Ravensbrück deportiert, das sie am 3. Februar 1943 erreichten. Sie versuchten auch dort, den Mut nicht zu verlieren und unterstützen ihre Mitgefangenen, so gut sie konnten. Die mit ihnen in Ravensbrück eingesperrte Anne Berendsen nannte sie „zwei meiner liebsten Lagerfreundinnen“, die still und ungewollt „das Zentrum unserer Kolonie“ waren. Zusammen mit anderen kranken oder älteren Häftlingen wurden Titia und Dora Gorter zwischen dem 16. Februar und dem 6. März 1945 hingerichtet.

## Gedenken
Der schriftliche Nachlass von Titia und Dora Gorter wird im Archiv des Verzetsmuseum Amsterdam aufbewahrt. Das Archiv enthält neben Fotos und CDs der Stickereien hauptsächlich Briefe und Korrespondenz von Titia Gorter, darunter 13 Briefe aus dem Oranjehotel zwischen Mai 1942 und Januar 1943, zwölf ihrer Briefe aus Ravensbrück von Februar 1943 bis August 1944 und zwei Briefe von Mai und Juli 1945 von ihrer Mitgefangenen Anne Berendsen, die den Tod der Schwestern miterlebte.
Anne Berendsens 1946 veröffentlichtes Buch Vrouwenkamp Ravensbrück enthält zwei ausführliche Porträts der beiden Schwestern. Sonja Prins, die ebenfalls in Ravensbrück interniert war, schrieb nach dem Krieg ein Hörspiel über die Gefangenschaft und den Tod der Schwestern. Konrad Merz widmete den Schwestern 1955 einen ausführlichen Bericht in Het Vaderland und die Historikerin und Schriftstellerin Els Kloek nahm die Lebensgeschichte der Schwestern in ihr 2016 erschienenes Buch 101 Vrouwen en de oorlog auf. Erhalten ist auch eine Zeichnung der Schwestern von ihrer Mitgefangenen To Frank-Stoltz.
Im Sommer 2011 veranstaltete das Verzetsmuseum Amsterdam eine Ausstellung mit dem Titel „Elke dag een draadje …Borduren in gevangenschap 1940-1945“ (Jeden Tag ein Faden … Sticken in der Gefangenschaft 1940–1945), in der die Stickereien von Titia Gorter prominent gezeigt wurden, zusammen mit Arbeiten weiterer Häftlinge.